# 469 Argentina
469 Argentina è un asteroide della fascia principale del diametro medio di circa 125,57 km. Scoperto nel 1901, presenta un'orbita caratterizzata da un semiasse maggiore pari a 3,1679978 UA e da un'eccentricità di 0,1680632, inclinata di 11,70069° rispetto all'eclittica.
Il suo nome fu scelto dallo scopritore, che al momento della scoperta si trovava ad Oncativo, in onore dell'Argentina.